# Bubsy: The Woolies Strike Back
Bubsy: The Woolies Strike Back è un videogioco platform sviluppato dalla Black Forest Games e distribuito dalla Tommo per Microsoft Windows e dalla UFO Interactive Games per la PlayStation 4 il 31 ottobre 2017, ed è il quinto titolo della serie Bubsy, 21 anni dopo Bubsy 3D, uscito nel 1996.

## Trama
Il gioco, come gli altri precedenti, vede Bubsy affrontare i "Woolies", l'antagonistica razza esordita nel primissimo titolo della serie Bubsy e boss finali di Bubsy 3D.

## Modalità di gioco
Il gioco riprende il platform a scorrimento bidimensionale presente nei primi giochi Bubsy, Bubsy in Claws Encounters of the Furred Kind, Bubsy 2 e Bubsy in Fractured Furry Tales, con la differenza di modelli tridiensionali.

## Produzione
Nell'agosto del 2017, è stata annunciata un'edizione limitata del gioco, la Purrfect Edition, esclusiva per la versione PlayStation 4, e contenente una copia fisica del gioco, un disco contenente la colonna sonora, una business card di Bubsy e una cartolina "Mystery Bubsy Movie Poster".

## Accoglienza
| Testata                          | Versione | Giudizio |
| -------------------------------- | -------- | -------- |
| Metacritic (media al 30-01-2020) | PS4      | 45/100   |
| Metacritic (media al 30-01-2020) | PC       | 44/100   |
| Destructoid                      | Windows  | 3/10     |
| Game Informer                    | PS4      | 5.5/10   |
| Hardcore Gamer                   | Tutte    | 3.5/5    |
| IGN                              | Tutte    | 4.5/10   |

Il gioco ha ricevuto un'accoglienza negativa, con Metacritic che ha dato un 44/100 alla versione PC e un 45/100 a quella PS4,. Brian Shea di Game Informer lo ha stroncato, chiamandolo "una resurrezione non necessaria". Patrick Hancock di Destructoid ha criticato il ritorno del personaggio, soprattutto in un anno che ha visto l'uscita di platform meglio accolti. Heidi Kemps del sito web IGN lo ha considerato "un platform brevissimo e completamente dimenticabile basato solo sulla notorietà nostalgica". Christian Donlan di Eurogamer a scritto: "il ritorno di Bubsy è più che deludente". Hardcore Gamer lo ha votato 3.5 su 5, ritenendolo il miglior gioco Bubsy mai creato, con controlli migliori e una nuova atmosfera.

## Sequel
Nell'ottobre del 2018, è stato annunciato un sesto titolo della serie Bubsy, Paws on Fire!, uscito nel 2019 per PlayStation 4, Microsoft Windows e Nintendo Switch. Il gioco è stato sviluppato dalla Choice Provisions, già autrice della serie Bit.Trip series.